# Divinity: Original Sin
Divinity: Original Sin ist ein rundenbasiertes Fantasy-Rollenspiel des belgischen Entwicklers Larian Studios für Windows, Mac OS, Linux, Xbox One und PlayStation 4. Es ist das fünfte Spiel der Divinity-Reihe und erschien in der Windows-Fassung am 30. Juni 2014. Das Spiel wurde in Teilen mit Hilfe einer Crowdfunding-Kampagne finanziert.

## Handlung
Schauplatz von Divinity: Original Sin ist wie in allen Spielen der Serie die Fantasywelt Rivellon. Die Handlung ist vorzeitig zu den Ereignissen des Serienerstlings Divine Divinity angesetzt. Im Mittelpunkt der Handlung stehen die beiden Spielercharaktere, ein Kämpfer und eine Jägerin. Die beiden Figuren sind Quelljäger, Mitglieder einer Ordnungstruppe, die gegen die Anwendung verbotener Magie vorgeht. In der Küstenstadt Cyseal soll das Heldenduo den Mord an einem Magier untersuchen. Doch der Mord entpuppt sich nur als Einstieg in eine viel größere Bedrohung, die das Ende der Welt bedeuten könnte.

## Spielprinzip
Es gibt zwei Hauptfiguren, deren Fähigkeiten und Talente zu Beginn des Spiels in verschiedene Richtungen entwickelt werden können. Die Heldengruppe besteht aus maximal vier Figuren, hierfür können im Laufe des Spiels zwei weitere Begleiter angeworben werden. Da Divinity: Original Sin wahlweise allein oder kooperativ mit einem zweiten Mitspieler gespielt werden kann, steuert und legt im ersten Falle der Spieler sämtliche Spielfiguren und ihre Werte fest, im Koop-Modus bestimmt dagegen der Mitspieler über eine der beiden Hauptfiguren und den zweiten Begleiter. Das Kampfsystem des Spiels ist rundenbasiert. Für die Kämpfe kann die Umgebung vielseitig eingesetzt werden. So können beispielsweise durch das Zerschlagen von Wasserfässern Feuer gelöscht oder in Wasserlachen stehende Gegner durch Nutzung eines Blitzzaubers zusätzlich geschädigt werden.

## Entwicklung
Bereits im Vorfeld der Entwicklung gab es bei Larian seit längerer Zeit Überlegungen, ein rundenbasiertes Spiel zu entwickeln. Da dem Studio jedoch die Unterstützung eines Publishers fehlte, kam es nie zu einer Umsetzung. Auch die Idee eines kooperativen Spielprinzips bestand nach Angaben von Studiogründer Swen Vincke in unterschiedlichen Formen seit 1997, sei aus unterschiedlichen Gründen jedoch immer Kürzungen zum Opfer gefallen. Nach den schwachen Verkaufszahlen von Divinity 2 versuchte das verschuldete Entwicklerstudio ohne die finanzielle Unterstützung eines Publishers seine Wunschvorstellungen umzusetzen. Larian begann mit den Arbeiten an zwei Projekten, dem Strategiespiel Divinity: Dragon Commander und an Original Sin. Original Sin sollte dabei ursprünglich das kleinere Projekt werden und vor Dragon Commander erscheinen, stieß intern aber zunehmend auf mehr Zuspruch. Daher wurden die Arbeiten an Dragon Commander vorzeitig zu Ende geführt, um sämtliche Energien in die Fertigstellung von Original Sin zu investieren.
Um das Projekt finanziell stemmen zu können, griff das Studio zu unterschiedlichen Finanzierungstricks, die es nach eigenen Angaben an den Rande des Bankrotts getrieben hätten. Ursprünglich standen dem Entwicklerteam lediglich 1,5 Millionen Euro zur Verfügung, die Planungen erforderten jedoch ein Budget von drei Millionen Euro. Das Geld stammte bis dahin unter anderem aus Bankkrediten und Investorengeldern. Um zusätzliche Geldmittel zur Erweiterung des Spielumfangs und zur Verbesserung der Reaktivität der Spielwelt zu requirieren, startete Larian am 27. März 2013 auf der Crowdfunding-Plattform Kickstarter eine Kampagne. Diese verlief erfolgreich; einschließlich PayPal-Beiträgen sammelte Larian innerhalb eines Monats mehr als eine Million US-Dollar von privaten Unterstützern ein. Im Januar machte Larian das Spiel über das Early-Access-Programm der Online-Vertriebsplattform Steam verfügbar. Spieler konnten das Spiel dadurch bereits in einer frühen Entwicklungsphase kaufen und anspielen. Insgesamt belief sich das Entwicklungsbudget am Ende auf vier Millionen, nach anderen Angaben auf 4,5 Millionen Euro.
Nachdem sich die Veröffentlichung des Spiels mehrfach verschoben hatte, erschien Divinity: Original Sin schließlich am 30. Juni 2014. Dem Spiel beigelegt ist unter anderem auch ein Editor, mit dem sich eigene Zusatzinhalte (Modifikationen) für das Spiel entwickeln lassen. Die Musik des Spiels stammte wie bei den vorherigen Spielen von Kirill Pokrovsky, der am 1. Juni 2015 im Alter von 53 Jahren verstarb.
Eine Fortsetzung unter dem Titel Divinity: Original Sin 2 wurde ebenfalls erfolgreich bei Kickstarter finanziert und erschien nach zweijähriger Entwicklung am 14. September 2017. Eine Early-Access-Version war bereits im September 2016 bei Steam erhältlich.

## Rezeption
Das Spiel erhielt mehrheitlich gute Kritiken (Metacritic: 87 % / Gamerankings: 85,31 %).
Nach rund einer Woche hatte sich das Spiel 160.000 Mal verkauft, was es zum bis dahin besten Verkaufsstart eines Larian-Spiels machte. Auf Steam konnte das Spiel über mehrere Wochen den ersten Platz der Verkaufscharts belegen. Bis Mitte September 2014 wurden insgesamt bis zu 500.000 Einheiten abgesetzt.